# La baia della felicità
La baia della felicità (Anne's House of Dreams) è un romanzo della scrittrice canadese Lucy Maud Montgomery, pubblicato nel 1917. È il quinto libro della saga di Anna dai capelli rossi e racconta dei primi due anni di matrimonio di Anna Shirley e Gilbert Blythe, della nascita dei primi due figli e della vita nella sua piccola nuova casa, la Casa dei Sogni.

## Trama
Anna e Gilbert finalmente si sposano e iniziano la loro vita insieme in una romantica casa sulla baia. Il lavoro da medico di Gilbert e i problemi di maternità di Anna complicano le loro vite.

## Edizioni
- Lucy Maud Montgomery, La baia della felicità, collana Corticelli, traduzione di Augusta Curreli, Mursia, 1991,  p. 187, ISBN 88-425-1087-4.
- Lucy Maud Montgomery, La casa dei sogni, traduzione di Ilaria Isaia, Il Gatto e La Luna, 2013, ISBN 978-88-96104-42-2.